# Acraea auasa
Acraea auasa är en fjärilsart som beskrevs av Gabriel 1949. Acraea auasa ingår i släktet Acraea och familjen praktfjärilar. Inga underarter finns listade i Catalogue of Life.